# Théodore Ungerer
Pour les articles homonymes, voir Ungerer.
Théodore Ungerer, né le 27 juillet 1894 à Strasbourg et mort le 5 septembre 1935 dans la même ville, est un constructeur alsacien d'horloges pour édifices, également artiste, historien et bibliophile.

## Biographie
Fils d'Alfred Ungerer, industriel et constructeur d'horloges d'édifices, Théodore Ungerer dirige à son tour l'entreprise d'horlogerie Ungerer et participe à la création de la salle d'horlogerie du Musée des arts décoratifs de Strasbourg. 
En 1919, il épouse Alice Essler, avec qui il aura quatre enfants : Bernard, Vivette, Edith (décédée lors de la catastrophe du mont Sainte-Odile) et l'artiste Tomi Ungerer.
Théodore Ungerer meurt à Strasbourg le 5 septembre 1935 d'une septicémie après une longue maladie. Il est inhumé au Cimetière Saint-Gall de Strasbourg (Koenigshoffen).

## Galerie
Schémas réalisés par Théodore Ungerer vers 1930 pour l'horloge astronomique de Messine :

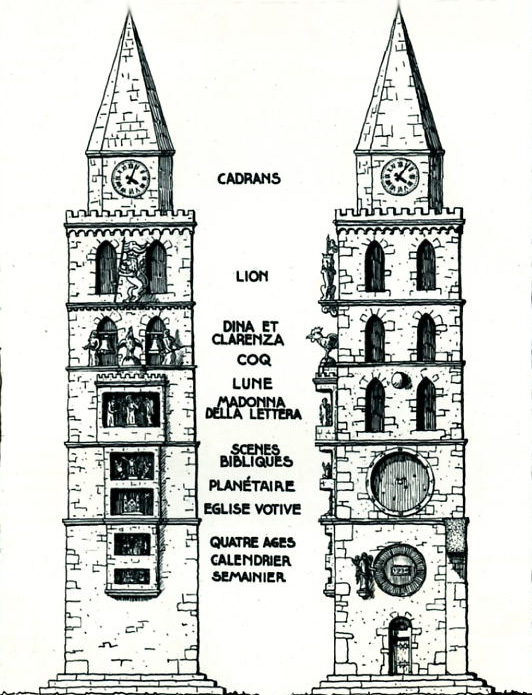
Schéma de l'horloge
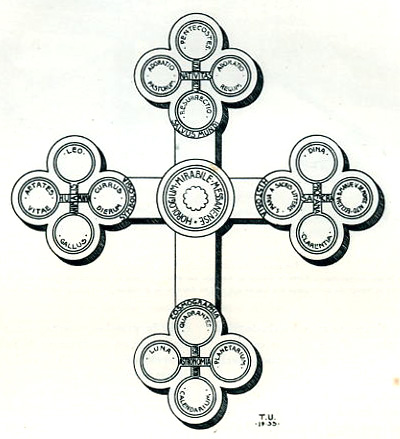
Symbolisme de l'horloge
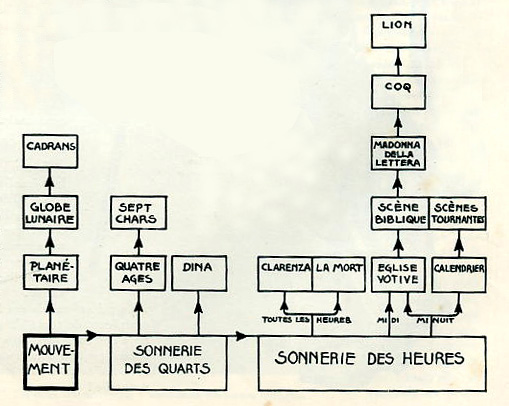
Schéma des déclenchements de divers mécanismes
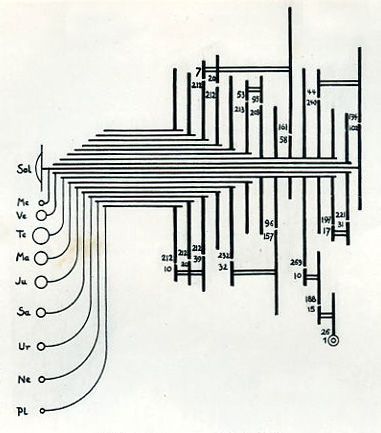
Schéma des engrenages du planétaire

## Écrits
- Alfred et Théodore Ungerer, L'horloge astronomique de la cathédrale de Strasbourg, Strasbourg, Imprimerie alsacienne, 1922
- Théodore Ungerer, Les Habrecht : une dynastie d'horlogers strasbourgeois au XVIe et au XVIIe siècle, Archives alsaciennes d'histoire de l'art, 1925, p. 95–146 (plus tableau généalogique)

## Hommages
Une rue de Strasbourg porte son nom.